# Westwell (Kent)
Westwell – wieś w Anglii, w hrabstwie Kent, w dystrykcie Ashford. Leży 24 km na wschód od miasta Maidstone i 77 km na południowy wschód od centrum Londynu. W 2001 miejscowość liczyła 740 mieszkańców.